# Krasna Luká
Krasna Luká (ucraniano: Кра́сна Лука́) es un municipio rural y pueblo de Ucrania perteneciente al raión de Mýrhorod de la óblast de Poltava.
En 2020, el municipio tenía una población de unos cuatro mil habitantes, de los que algo más de mil vivían en el propio pueblo de Krasna Luká y el resto repartidos en dieciocho pedanías. El municipio se formó en 2018 mediante la fusión del consejos rurales de Krasna Luká, Hrechánivka, Malá Lobyvanka, Rýmarivka y Svatký, a los que se añadió en 2020 Tsipký. Además de estos seis pueblos, pertenecen al actual municipio otros trece: Zelena Balka, Mykoláyivka, Tryhúbshchyna, Bujálove, Jyttsí, Hlyboka Dolyna, Pyriátynshchyna, Zmázhyne, Maksýmivka, Tsymbalové, Berizký, Birky y Shevchénkove. El área pertenecía hasta 2020 al raión de Hádiach.
Se ubica unos 5 km al norte de Hádiach, a orillas del río Hrun.

## Historia
Se conoce la existencia del pueblo en documentos desde 1708, cuando el señorío de su territorio, incluido en el regimiento cosaco de Hádiach, fue entregado por el hetman Iván Skoropadski a la familia noble Borojóvychi, propietaria de estas tierras durante la mayor parte del siglo. En 1785 era uno de los territorios de Kiril Razumovski, el último dirigente del Hetmanato, quien lo vendió al realengo. En el siglo XIX formaba parte del uyezd de Hádiach en la gobernación de Poltava, y al finalizar el siglo llegó a ser sede de su propia vólost. Antes de la formación del actual municipio en 2018, Krasna Luká era sede de un consejo rural en el raión de Hádiach, que únicamente incluía como pedanías a Bujálove y Jyttsí.